# Only You (песня Cheat Codes и Little Mix)
«Only You» (с англ. — «Только ты») — песня американского трио диджеев Cheat Codes и британской группы Little Mix, вышедшая 22 июня 2018 года. Первоначально сингл был выпущен в сборнике Ministry of Sound 6 июля 2018. Позже он был включен в делюкс-версию пятого студийного альбома Little Mix «LM5». Песня достигла 15-го места в UK Singles Chart и попала в чарты двенадцати других стран, включая Австралию, Ирландию и Шотландию. С тех пор сингл получил платиновый сертификат в Великобритании и Бразилии, а также золотой сертификат в Польше и Мексике.

## История
Музыканты из Cheat Codes и Little Mix анонсировали через Twitter, что песня выйдет 22 июня 2018 года. Обложка сингла была показана день спустя вместе с несколькими строчками текста песни.
Песня получила положительные отзывы музыкальной критики и интернет-изданий:
MTV («это поп-танцевальный кроссовер» и «солнечная мелодия»), Роб Корси из Official Charts заметил, что песня подходит для вечеринки у бассейна, Майкл Ко из Billboard описал трек, как летний сингл, пропитанный юношескими романтическими чувствами, RJ Frometa из журнала Vents сказал «насколько хорошо, что наконец-то вернулись Little Mix и ведь мы подзабыли наш „глобальный феномен поп-музыки“».

## Музыкальное видео
Музыкальное видео для песни вышло 12 июня 2018 года на официальном аккаунте группы Little Mix на канале YouTube. В видео показана молодёжная вечеринка, любовь двух девушек, одна из которых неожиданно оказывается русалкой (её роль исполняет американская актриса Пейтон Рой Лист). Режиссёр видеоклипа Френк Борин.

## Чарты
| Чарт (2018)                                | Высшая позиция |
| ------------------------------------------ | -------------- |
| Австралия (ARIA)                           | 92             |
| Австралия (Dance ARIA)                     | 15             |
| Бельгия/Фландрия (Ultratip Bubbling Under) | 35             |
| Бельгия/Валлония (Ultratip Bubbling Under) | 23             |
| Чехия (Singles Digitál Top 100)            | 84             |
| Франция (SNEP)                             | 127            |
| Венгрия (Rádiós Top 40)                    | 35             |
| Венгрия (Single Top 40)                    | 7              |
| Ирландия (IRMA)                            | 13             |
| Мексика (Mexico Ingles Airplay Billboard)  | 3              |
| Новая Зеландия (N.Z. Heatseekers RMNZ)     | 5              |
| Португалия (AFP)                           | 81             |
| Шотландия (OCC Scotland)                   | 3              |
| Словакия (Rádio — Top 100)                 | 72             |
| Словакия (Singles Digitál Top 100)         | 58             |
| Швеция (Sverigetopplistan)                 | 89             |
| Великобритания (OCC UK Singles)            | 13             |
| США (Billboard Hot Dance/Electronic Songs) | 15             |
| США (Billboard Pop Airplay)                | 38             |

| Чарт (2018)                                 | Позиция |
| ------------------------------------------- | ------- |
| США (Hot Dance/Electronic Songs, Billboard) | 45      |
| Чарт (2019)                                 | Позиция |
| Португалия (AFP)                            | 1017    |

## Сертификации
| Регион                                                                      | Сертификация | Продажи |
| --------------------------------------------------------------------------- | ------------ | ------- |
| Мексика (AMPROFON)                                                          | Золотой      | 30 000  |
| Польша (ZPAV)                                                               | Золотой      | 10 000  |
| Великобритания (BPI)                                                        | Платиновый   | 600 000 |
| Данные о продажах + прослушиваниях приведены только на основе сертификации. |              |         |